# مونته‌وچیا
مونته‌وچیا (به ایتالیایی: Montevecchia) یک کومونه در ایتالیا است که در استان لکو واقع شده‌است. مونته‌وچیا ۵٫۹ کیلومتر مربع مساحت و ۲٬۴۷۷ نفر جمعیت دارد.